# Lewisville (Indiana)
Lewisville – miasto w Stanach Zjednoczonych, w stanie Indiana, w hrabstwie Henry.